# Meteuproctis
Meteuproctis este un gen de molii din familia Lymantriinae.